# Warr Guitar

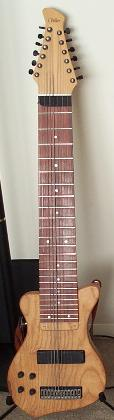
Modell Raptor

Die Warr Guitar ist ein von Mark Warr entwickeltes, dem Chapman Stick ähnliches Saiteninstrument. Wie dieses wird es hauptsächlich mit der Technik des Tapping gespielt. Eine Warr Guitar hat ebenfalls meist 8, 10 oder 12 Saiten, im Gegensatz zum Stick jedoch einen Korpus. Sie kann aber auch durch Zupfen oder Anschlagen der Saiten gespielt werden.
Im Umfeld des Progressive Rock hat vor allem Trey Gunn von King Crimson die Warr Guitar bekannt gemacht. Andere Warr-Spieler sind etwa Markus Reuter (Solo, TUNER, Europa String Choir, Centrozoon), Adam Levin (Dark Aether Project), Frank Jolliffe sowie der französische Musiker Sylvain Bayol der Progressive-Rock-Band Lazuli.